# NGC 5669
NGC 5669 is een balkspiraalstelsel in het sterrenbeeld Ossenhoeder. Het hemelobject werd op 19 maart 1784 ontdekt door de Duits-Britse astronoom William Herschel.

## Synoniemen
- UGC 9353
- MCG 2-37-21
- ZWG 75.64
- KUG 1430+101
- IRAS 14302+1006
- PGC 51973